# Banuaji II
Banuaji II is een bestuurslaag in het regentschap Tapanuli Utara van de provincie Noord-Sumatra, Indonesië. Banuaji II telt 1046 inwoners (volkstelling 2010).